# Partia Osipowa
Partia Osipowa (nieoficjalnie także: Łotewska Partia Narodowo-Demokratyczna; ros. Партия Осипова; Латвийская Национал-демократическая партия; łot. Latvijas Nacionāli Demokrātiskā partija, LNDP; Osipova Partija) – rosyjska lewicowa partia nacjonalistyczna działająca na Łotwie.

## Historia
Partia powstała w 2008 jako kontynuacja działającej w latach 2002–2008 Łotewskiej Partii Narodowo-Demokratycznej, do której likwidacji doprowadził sąd łotewski. Na jej czele stanął lider LNDP Jewgienij Osipow, od którego nazwiska wzięło swą nazwę nowe ugrupowanie. Zjazd założycielski Partii Osipowa odbył się 27 września 2008 w Lipawie i zgromadził głównie dawnych członków LNDP oraz ludność rosyjskojęzyczną (ponad 200 osób). Ugrupowanie zapowiedziało start w wyborach do Sejmu, Parlamentu Europejskiego oraz samorządu. Opowiedziało się za ochroną praw ludności rosyjskojęzycznej na Łotwie, w tym nadaniem obywatelstwa oraz uznaniem języka rosyjskiego za drugi język państwowy. 

## Program
Poza wyżej wspomnianymi celami partia opowiada się za upamiętnieniem rosyjskiej oraz radzieckiej przeszłości na Łotwie (w tym "wielkiej wojny ojczyźnianej", "wyzwolenia Łotwy spod okupacji faszystowskiej" oraz rewolucji październikowej). 
Jest przeciwniczką obecnych centroprawicowych rządów na Łotwie, kapitalizmu oraz członkostwa Łotwy w NATO i Unii Europejskiej, głosi hasła socjalne i skrajnie demagogiczne. 
Opowiada się jednoznacznie za rosyjską polityką zagraniczną, w tym uznaniem Osetii Południowej i Abchazji. 

## Współpraca krajowa i międzynarodowa
Ugrupowanie współpracuje z Lipawską Wspólnotą Rosyjską, Ruchem 13 stycznia, estońskim "Nocnym Dozorem", Liberalno-Demokratyczną Partią Republiki Białoruś oraz polskim "klubem patriotycznym" "Witeź". 

## Struktura i władze
Siedziba partii mieści się w Lipawie, jednak posiada ona swoje struktury również w Dyneburgu, Rydze, Windawie i Wałce. Na czele ugrupowania stoi były lider LDNP Jewgienij Osipow, jego zastępcą jest Sergiej Denisow.

## Udział w wyborach
Partia wzięła udział w wyborach do Parlamentu Europejskiego, wystawiając w nich jednego kandydata i uzyskując 2,1 tys. głosów, co przełożyło się na 0,27% poparcia. W wyborach samorządowych partia odniosła sukces w Lipawie, uzyskując jeden mandat w Radzie Miejskiej. W wyborach do rady powiatu w Wałce uzyskała 3,32%.